# Maasgouw
Maasgouw – gmina w Holandii, w prowincji Limburgia.

## Miejscowości
Beegden, Brachterbeek, Heel, Linne, Maasbracht, Ohé en Laak, Panheel, Stevensweert, Thorn, Wessem.